# Juan 19

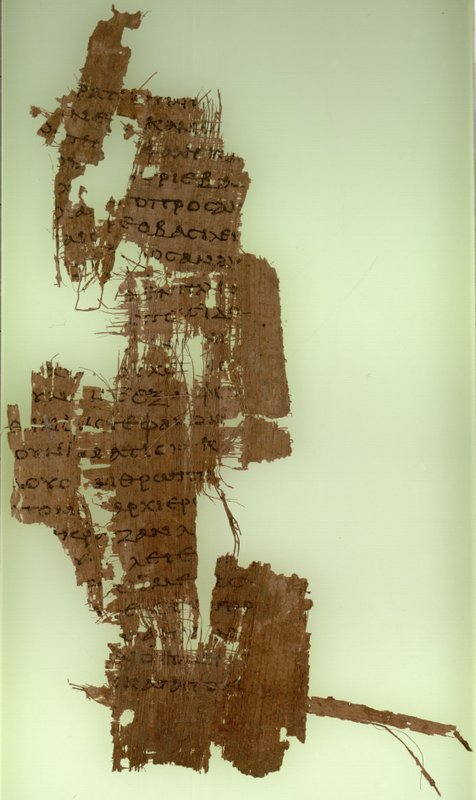
Juan 19:1-7 en el anverso del Papiro 90, escrito entre 150 y 175 d.C.

Juan 19 es el decimonoveno capítulo del Evangelio de Juan en el Nuevo Testamento de la Biblia Cristiana. El libro que contiene este capítulo es anónimo, pero la tradición cristiana primitiva afirmó uniformemente que Juan compuso este Evangelio. Este capítulo recoge los acontecimientos del día de la Crucifixión de Jesús, hasta su entierro.

## Texto

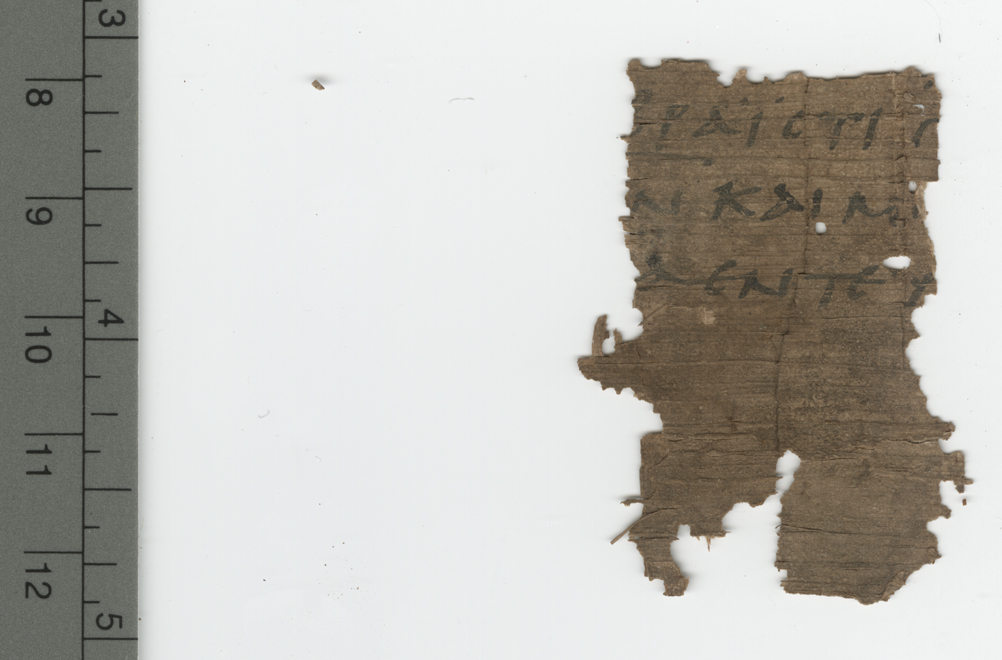
Juan 19:17-18,25-26 en Papiro 121

El texto original estaba escrito en griego koiné. Este capítulo está dividido en 42 Versículos.

### Testigos textuales
Algunos manuscritos tempranos que contienen el texto de este capítulo son:
- Papiro 90 (150-175 d. C.; Versículos 1-7)
- Papiro 66 (c. 200; completo)
- Papiro 121 (siglo III; existen los versículos 17-18,25-26)
- Códice Vaticano (325-350)
- Codex Sinaiticus (330-360)
- Codex Bezae (c. 400)
- Codex Alexandrinus (400-440)
- Papiro 60 (c. 700; existen los versículos 1-26)

## Versículo 19

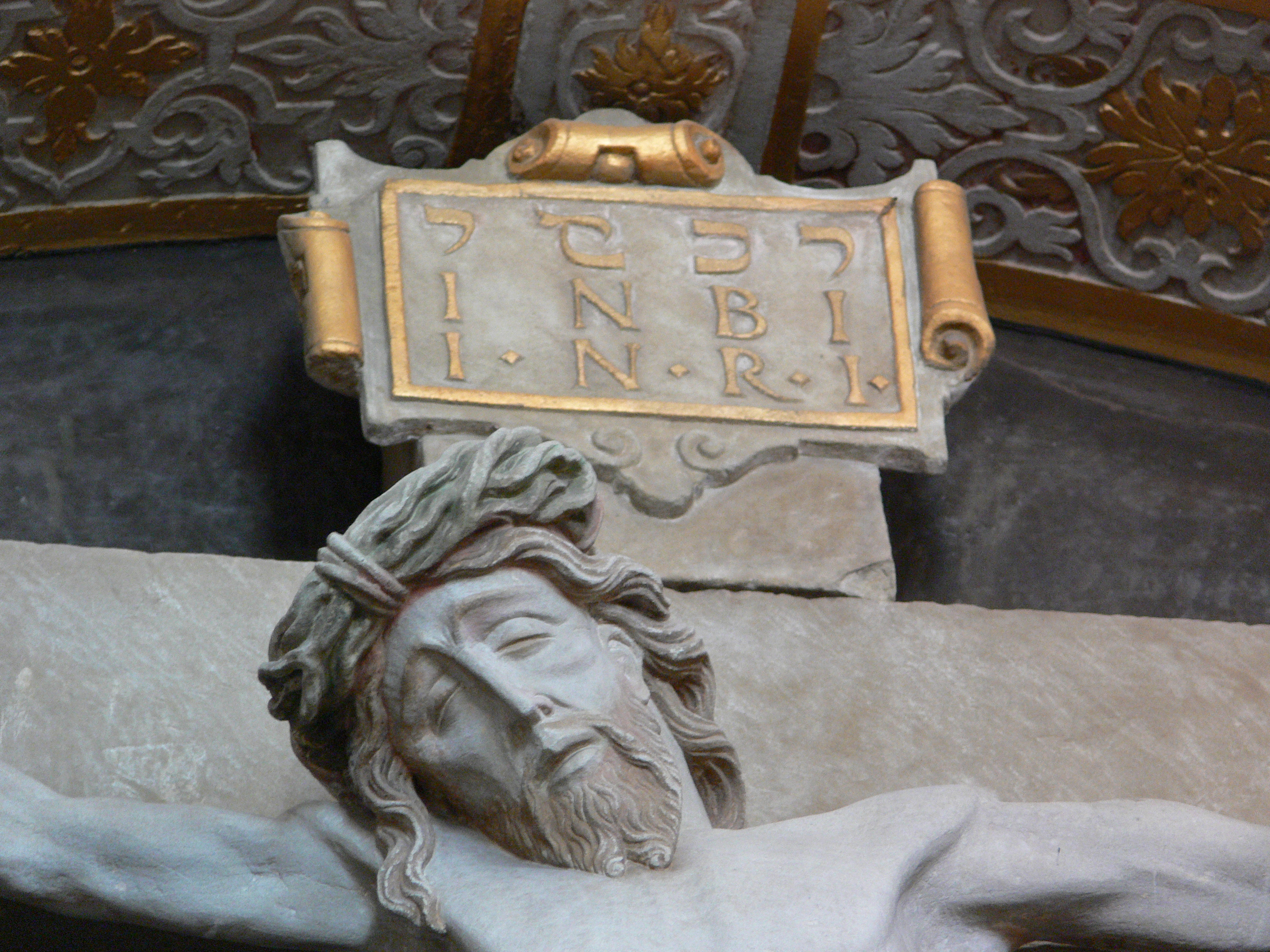
El acrónimo INRI («Jesús Nazareno, Rey de los Judíos» en latín) escrito en tres idiomas (como en Juan 19:20) en la cruz, Abadía de Ellwangen, Alemania